# Naineris dendritica
Naineris dendritica är en ringmaskart som först beskrevs av Johan Gustaf Hjalmar Kinberg 1867.  Naineris dendritica ingår i släktet Naineris och familjen Orbiniidae.
Artens utbredningsområde är Mexikanska golfen. Inga underarter finns listade i Catalogue of Life.